# (19475) Mispagel
(19475) Mispagel (1998 HA91) – planetoida z pasa głównego asteroid okrążająca Słońce w ciągu 3,71 lat w średniej odległości 2,39 j.a. Odkryta 21 kwietnia 1998 roku.